# Lieber so
Lieber so ist das sechste Studioalbum der deutschen Sängerin Yvonne Catterfeld. Es wurde am 22. November 2013 unter dem Label Polydor veröffentlicht und von Roland Spremberg produziert. In Deutschland wurde es für mehr als 100.000 verkaufte Einheiten mit Gold ausgezeichnet.

## Titelliste
Lieber so (CD, Download, Streaming) 
| Nr. | Titel                        | Autor(en) | Länge |
| --- | ---------------------------- | --- | ----- |
| 1.  | Pendel                       | Thomas Dörschel, Johannes Walter-Müller, Alexander Freund                                                    | 3:27  |
| 2.  | Kein Blick zurück            | Roland Spremberg, Steffen Häfelinger                                                                         | 3:35  |
| 3.  | Lieber so                    | Marcus Brosch, Katharina Löwel                                                                               | 3:39  |
| 4.  | Ganz großes Kino             | Roland Spremberg Sera Finale                                                                                 | 3:41  |
| 5.  | So viel mehr als Liebe       | Yvonne Catterfeld, Roland Spremberg, Steffen Häfelinger, Justin Balkm, Christoph Papendieck, Thomas Dörschel | 3:37  |
| 6.  | Vielleicht ist keine Antwort | Yvonne Catterfeld, Steffen Häfelinger, Justin Balk, Vassilios Parashidis                                     | 2:54  |
| 7.  | Amazone                      | Yvonne Catterfeld, Roland Spremberg, Justin Balk                                                             | 3:40  |
| 8.  | Nicht drüber reden           | Johannes Walter-Müller, Jonathan Walter, Christian Kalla                                                     | 3:10  |
| 9.  | Jäger der Zeit               | Steffen Häfelinger, Mia Aegerter, Chris Buseck                                                               | 3:42  |
| 10. | Unser Weg                    | Yvonne Catterfeld, Steffen Häfelinger                                                                        | 3:06  |
| 11. | Phantomschmerz               | Thomas Dörschel, Johannes Walter-Müller, Farhot Samadzada                                                    | 3:26  |
| 12. | Perfekt                      | Roland Spremberg, Justin Balk, Tobias Röger                                                                  | 2:59  |
| 13. | Ich bin es nicht             | Roland Spremberg, Justin Balk, Tobias Röger                                                                  | 3:06  |

## Rezeption

### Rezensionen
Kai Butterweck, Musikkritiker von laut.de, schrieb zusammenfassend zu den Titeln des Albums: „[…] Das einzig wirklich Neue ist der Klang ihrer Stimme. Um einiges tiefer als gewohnt, weist das Organ auf einen Reifeprozess hin, der Hoffnung schürt.“

### Charts und Chartplatzierungen
Lieber so stieg erstmals am 6. Dezember 2013 auf Rang 21 der deutschen Albumcharts ein, was zunächst die beste Platzierung darstellte. Nach drei Wochen verließ das Album vorerst die Top 100. Durch Catterfelds Präsenz in der Musiksendung Sing meinen Song – Das Tauschkonzert stieg das Album am 22. Mai 2015 wieder auf Rang 14 ein und erreichte eine Woche später mit Rang acht seine beste Chartnotierung am 29. Mai 2015. Das Album platzierte sich insgesamt 19 Wochen in den Top 100, eine davon in den Top 10. Letztmals platzierte es sich in der Chartwoche vom 11. September 2015. In Österreich stieg das Album erstmals am 29. Mai 2015 auf Rang 31 ein und erreichte drei Wochen später mit Rang 15 seine beste Platzierung am 19. Juni 2015. Bis zur Chartwoche vom 24. Juli 2015 konnte sich Lieber so neun Wochen in den Charts platzieren. In der Schweiz platzierte sich das Album fünf Wochen in den Top 100 und erreichte seine beste Chartnotierung am 31. Mai 2015 mit Rang 20, nachdem es eine Woche zuvor auf Rang 22 einstieg.
Das Album avancierte je zum sechsten Chartalbum für Catterfeld in Deutschland und Österreich sowie zum fünften in der Schweiz. In Deutschland ist Lieber so das fünfte Top-10-Album von Catterfeld.
| ChartsChartplatzierungen | Höchstplatzierung | Wochen |
| ------------------------ | ----------------- | ------ |
| Deutschland (GfK)        | 8 (19 Wo.)        | 19     |
| Österreich (Ö3)          | 15 (9 Wo.)        | 9      |
| Schweiz (IFPI)           | 20 (5 Wo.)        | 5      |